# Komárov (Zlín)
Komárov (in tedesco Komarow) è un comune della Repubblica Ceca facente parte del distretto di Zlín, nella regione di Zlín.